# (259) Aléthée
(259) Aléthée est un très gros astéroïde de la ceinture principale qui a été découvert par l'astronome germano-américain Christian Peters le 28 juin 1886, à l'observatoire Litchfield, Clinton, dans l'état de New York. Il est nommé d'après la déesse grecque de la vérité, Aléthée, la fille de Zeus et l'une des soignantes d'Apollon.

## Caractéristiques
L'astéroïde sombre, formé de composés hétérogènes, de type spectral X (classification de Tholen: type C P) contient des matériaux primitifs carbonés, responsables de son faible albédo (0,04). Aléthée mesure environ 185 kilomètres de diamètre et fait partie des plus gros astéroïdes de la ceinture principale. Il a un demi-grand axe de 3,1 UA et une orbite inclinée de 11 degrés avec une période de 5,55 ans.
Richard P. Binzel et Schelte J. Bus ont travaillé à l'amélioration des connaissances sur cet astéroïde dans une étude sur les courbes de lumière publiée en 2003. Ce projet est connu sous le nom de Small Main-belt Asteroid Spectroscopic Survey, Phase II ou encore SMASSII, qui consiste en un relevé précédent des astéroïdes de la ceinture principale. Les données sur le spectre visible de longueur d'onde (0,435-0,925 micromètre) ont été recueillies entre août 1993 et mars 1999.
Des données sur la courbe de lumière ont également été enregistrées par des observateurs à l'observatoire d'Antelope Hill.